# Villers-sur-Nied
Villers-sur-Nied é uma comuna francesa na região administrativa de Grande Leste, no departamento de Mosela. Estende-se por uma área de 4,25 km². Em 2010 a comuna tinha 79 habitantes (densidade: 18,6 hab./km²).